# Фёлькерзам, Густав Ефимович фон
Густав Ефимович фон Фёлькерзам (нем. Gustav Johann Georg von Fölkersam; 1799—1849) — генерал-майор, член инженерного отделения Военно-ученого комитета.

## Биография
Родился в 1799 году, сын директора Тульского оружейного завода генерал-майора Ефима Павловича Фёлькерзама.
Вступив в службу в 1815 году юнкером на оклад кондуктора 1-го класса, Фёлькерзам в 1817 году был произведён в прапорщики, с оставлением при Санкт-Петербургской инженерной команде, и в 1819 году принадлежал к первому выпуску из старшего офицерского класса вновь учрежденного Главного инженерного училища.
В 1821 году был в числе других инженерных офицеров командирован в Пруссию для ознакомления с тамошними крепостями. Вернувшись из командировки, Фёлькерзам в 1823 году был переведён в Бобруйскую инженерную команду; в 1827 году назначен адъютантом к исправлявшему должность инспектора Инженерного корпуса, генералу графу Опперману, и 8 ноября того же года произведён в капитаны.
Переведённый 30 января 1830 года в лейб-гвардии Сапёрный батальон, с оставлением при прежней должности, он в апреле 1831 года был командирован в Либаву для укрепления этого города и так скоро и удачно исполнил возложенное на него поручение, что уже к концу августа все укрепления вокруг города были окончены и вооружены артиллерией. За отличное исполнение этого поручения он был награждён орденом св. Анны 2-й степени.
По окончании работ в Либаве Фелькерзам был назначен помощником окружного командира по морской строительной части флигель-адъютанта Фельдмана, в 1832 году — адъютантом к начальнику Главного морского штаба и 28 января 1833 года произведён в полковники с зачислением в гвардиейские инженеры. В 1835 году Фелькерзам был назначен строителем Севастопольских укреплений, с переводом в полевые инженеры и 1836 году назначен командиром Херсонского инженерного округа. Эту должность он занимал до 1840 года, когда был причислен к Санкт-Петербургской инженерной команде.
Уволенный в 1841 году, по прошению, в отставку, он 27 августа 1844 года вновь был определён на службу и назначен для занятий в инженерном отделении Военно-ученого комитета, а 6 ноября — членом этого комитета. Произведённый 3 апреля 1849 года в генерал-майоры Фелькерзам вскоре скончался и 13 мая был исключен из списков умершим.
Его сын Дмитрий был контр-адмиралом, командовал броненосцем «Император Николай I» и занимал должность председателя комиссии морских артиллерийских опытов,младший флагман 2-й Тихоокеанской эскадры.